# 2006 w Wojsku Polskim
Kalendarium Wojska Polskiego 2006 – wydarzenia w Wojsku Polskim w 2006 roku.
Potencjał Sił Zbrojnych RP na 31.12.2006 wynosił:
| Stan ewidencyjny Wojska Polskiego | Podstawowe uzbrojenie Wojska Polskiego                                                                                             |
| --- | --- |
| Kadra zawodowa - 85 381 - generałowie - 154 - oficerowie - 26 329 - podoficerowie zawodowi - 48 383 - szeregowi zawodowi - 10 669 Szeregowi zasadniczej służby wojskowej - 62 363 | - czołgi - 946 - wozy bojowe - 1924 - artyleria - 1217 - śmigłowce - 221 - samoloty - 189 - okręty i inne jednostki pływające - 93 |

| - Zwierzchnik Sił Zbrojnych - Lech Kaczyński - Szef BBN - Władysław Stasiak | - Minister Obrony Narodowej - Radosław Sikorski - Szef Sztabu Generalnego - gen. Franciszek Gągor |

## Styczeń
1 stycznia
- szef Sztabu Generalnego wprowadził do użytku w Siłach Zbrojnych RP nowe programy strzelań: „Program strzelań z broni strzeleckiej” oraz „Program strzelań z wozów bojowych”. Jednocześnie wycofano: „Program strzelań pododdziałów piechoty (PSPP-86)” i „Program strzelań pododdziałów czołgów (PSPCz-86)”[2].
- do Instytutu Technicznego Wojsk Lotniczych włączono Wojskowy Ośrodek Badawczo-Rozwojowy Służby Materiałów Pędnych i Smarów[2]
- szefem Wojskowych Służb Informacyjnych przestał być gen. bryg. Janusz Bojarski, który czasowe pełnienie obowiązków przekazał płk. Janowi Żukowskiemu
- obowiązki dowódcy Brygady Lotnictwa Marynarki Wojennej objął kmdr pil. Stanisław Ciołek

2 stycznia
- zespół do przeglądu materiałów archiwalnych Układu Warszawskiego, z 1445 jednostek archiwalnych zidentyfikował 441 jako jawne. Sztab Generalny WP zarekomendował do odtajnienia 881 jednostek archiwalnych, natomiast 123 przekazał do decyzji ministrowi obrony narodowej[2]

2–3 stycznia
- w prowincjach Diwanija i Wasit w Iraku polscy żołnierze, we współdziałaniu z siłami amerykańskimi i Jednostkami irackimi wykryli i przejęli kolejne nielegalne arsenały broni i amunicji należące do terrorystów. Zatrzymano także sześć osób podejrzanych o działalność terrorystyczną[2]

3 stycznia
- prezes Rady Ministrów Kazimierz Marcinkiewicz powołał Marka Zająkałę na stanowisko podsekretarza stanu w Ministerstwie Obrony Narodowej

4 stycznia
- w Powidzu odbyły się ćwiczenia zorganizowane przez 33 Bazę Lotniczą i Komendę Wojewódzką Policji w Poznaniu. Ćwiczono procedury zachowania się personelu bazy na wypadek przymusowego lądowania samolotu z terrorystami na pokładzie[2]

5 stycznia
- Wielonarodowa Dywizja Centrum-Południe przekazała prowincję Babilon siłom amerykańskich. W przekazanej prowincji działać będzie też wyszkolona przez Polaków brygada iracka[2]

10 stycznia
- Szef Sztabu Generalnego wprowadził do użytku w Siłach Zbrojnych RP[c]„Doktrynę szkolenia Sił Zbrojnych RP”[2]
- podpisano aneks do umowy międzyrządowej określający warunki dostawy pięciu samolotów transportowych Herkules[2]
- żołnierze Polskiego Kontyngentu Wojskowego w Pakistanie zakończyli wykonywanie zadań mandatowych[2]

12 stycznia
- rzecznik prasowy MON odpierał zarzuty byłego amerykańskiego administratora cywilnego Iraku Paula Bremera pod adresem Wojska Polskiego w Iraku. Rzecznik oświadczył, iż „zarzut nieodpowiedniej realizacji powierzonych zadań jest absurdalny i świadczy o nieznajomości warunków i zasad skierowania przez Polskę swoich żołnierzy do Iraku”[2]

16 stycznia

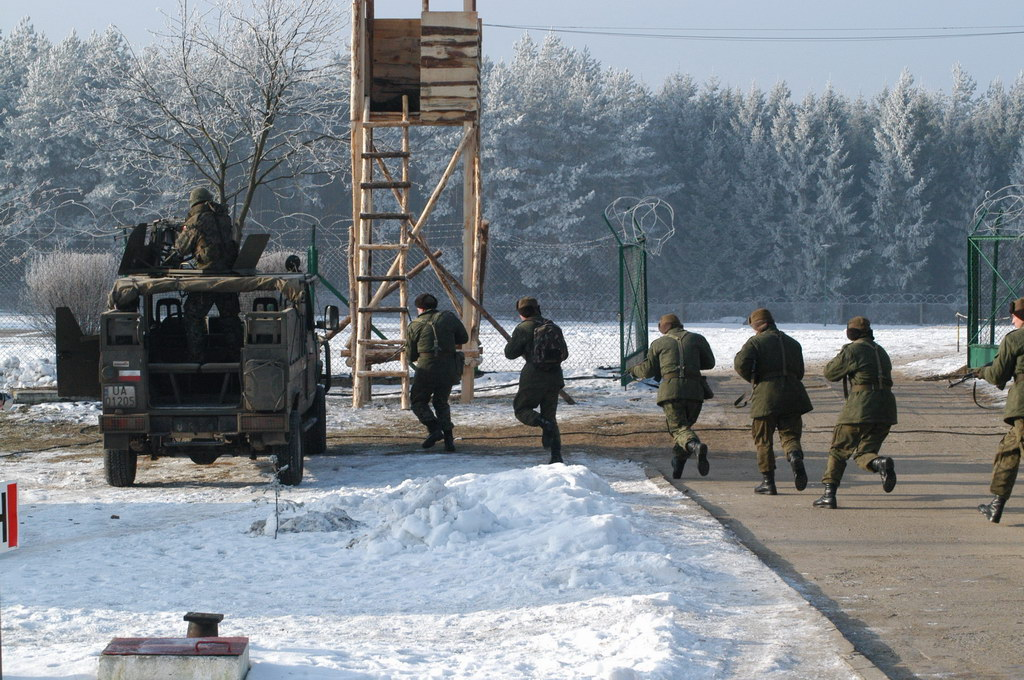
Ćwiczenia Eufrat VI

- na poligonie drawskim trwały ćwiczenia pod kryptonimem „Eufrat VI”. Dziennikarze zapoznali się m.in. z wyposażeniem żołnierzy VI zmiany oraz obserwowali praktyczne działanie zespołu doradczo-szkoleniowego, realizującego działania na rzecz armii i sił bezpieczeństwa Iraku[2][3]

24 stycznia
- prezydent Rzeczypospolitej Polskiej Lech Kaczyński wręczył gen. bryg. Edwardowi Gruszce nominację na stopień generała dywizji.
- na terenie 12 Batalionu Dowodzenia odbyło się pożegnanie żołnierzy, którzy udali się do Iraku w ramach VI zmiany Polskiego Kontyngentu Wojskowego. Trzon VI zmiany PKW stanowią żołnierze 12 Szczecińskiej Dywizji Zmechanizowanej. Dowódcą PKW został gen. dyw. Edward Gruszka[2].

25 stycznia
- Na wrocławskim rynku odbyła się ceremonia zmiany dowódcy Śląskiego Okręgu Wojskowego. Odchodzącego na emeryturę gen. dyw. Ryszarda Lacknera zastąpił gen. bryg. Aleksander Bortnowski[2].

26 stycznia
- w Iraku Wielonarodowa Dywizja Centrum-Południe przekazała irackiej 8 Dywizji odpowiedzialność za bezpieczeństwo w prowincjach Diwanija i Wasit[2]

27 stycznia
- trwały ćwiczenia „Renegade 06”, podczas których doskonalono zgrywanie elementów systemu sił obrony powietrznej oraz układu pozamilitarnego. Ćwiczeniami kierował dowódca Sił Powietrznych gen. broni pil. Stanisław Targosz[2].

31 stycznia
- Minister Obrony Narodowej Radosław Sikorski wydał następujące decyzje:

nr 20/MON w sprawie powoływania pełnomocników, zastępców pełnomocników do spraw ochrony informacji niejawnych, administratorów systemów i sieci teleinformatycznych oraz inspektorów bezpieczeństwa teleinformatycznego w Ministerstwie Obrony Narodowej oraz w jednostkach organizacyjnych podległych Ministrowi Obrony Narodowej lub przez niego nadzorowanych
nr 21/MON w sprawie sprawowania nadzoru nad ochroną informacji niejawnych w resorcie obrony narodowej
nr 22/MON w sprawie szczegółowych zasad i trybu prowadzenia i dokumentowania postępowań sprawdzających oraz wydawania poświadczeń i certyfikatów bezpieczeństwa

## Luty
3–17 lutego
- na bazie Centrum Symulacji i Komputerowych Gier Wojennych Akademii Obrony Narodowej zorganizowano Symulacyjną Grę Obronną. W grze wzięły udział zespoły dowództw i sztabów instytucji centralnych MON oraz rodzajów sił zbrojnych. Wyniki posłużyły do opracowania Strategicznego Przeglądu Obronnego[4]

4 lutego
- W Diwaniji odbyła się uroczystość przekazania dowodzenia Wielonarodową Dywizją Centrum-Południe. Dowódca V zmiany PKW gen. dyw. Piotr Czerwiński przekazał obowiązki gen. dyw. Edwardowi Gruszce[4]

5–10 lutego
- 2 kcz 10 Brygady Kawalerii Pancernej szkoliła się w Centrum Symulatorów Szkoły Wojsk Pancernych w Munster. Szkolenie przeprowadzono w taktycznym symulatorze pola walki AGPT A4, symulatorach strzelania ASPT A4 oraz symulatorze broni ręcznej AGSHP 2[4]

6 lutego
- minister obrony narodowej Radosław Sikorski wydał decyzję nr 37/MON w sprawie przygotowania, przemieszczenia i użycia Polskiego Kontyngentu Wojskowego w składzie Sił Organizacji Traktatu Północnoatlantyckiego wydzielonych do operacji ACTIVE ENDEAVOUR na Morzu Śródziemnym; decyzja weszła w życie z dniem podpisania

7–8 lutego
- dowódca 23 Śląskiej Brygady Artylerii przeprowadził trening sztabowy pod kryptonimem „Luty 06” „Planowanie wsparcia ogniowego w działaniach głębokich, bezpośrednich i w strefie tyłowej podczas prowadzenia przeciwuderzenia przez korpus”[4]

8 lutego
- w Pakistanie dobiegła końca misja humanitarna Polskiego Kontyngentu Wojskowego w składzie Sił Odpowiedzi. 15 lutego żołnierze zostali powitani w kraju[4]

14 lutego
- 36 Specjalny Pułk Lotnictwa Transportowego w otrzymał nazwę wyróżniającą „Obrońców Warszawy”[4]
- Minister Obrony Narodowej zatwierdził wzór odznaki pamiątkowej i legitymacji 3 pułku przeciwlotniczego w Szczecinie[5]

16 lutego
- minister obrony narodowej Radosław Sikorski spotkał się z przebywającym w Polsce sekretarzem generalnym NATO Jaap de Hoop Schefferem. Rozmawiano m.in. o przejęciu przez dowództwo Wielonarodowego Korpusu Północ-Wschód odpowiedzialności za operacje ISAF w Afganistanie w 2007 roku[4]

21 lutego
- w Szczecinie ministrowie obrony Danii, Niemiec i Polski podpisali oświadczenie w sprawie osiągnięcia przez Dowództwo Wielonarodowego Korpusu Północ-Wschód pełnej zdolności operacyjnej[4]

23 lutego
- w związku z narastającym zagrożeniem wirusem „ptasiej grypy”, dowódca Wojsk Lądowych wydał wydzielił dwie grupy zadaniowe z 12 Szczecińskiej Dywizji Zmechanizowanej oraz odwód z 4 Pułku Chemicznego z Brodnicy do wsparcia odpowiednich służb województwa zachodniopomorskiego[4]
- płk Tadeusz Sapierzyński zrezygnował z funkcji dowódcy GROM. Minister obrony narodowej Radosław Sikorski wyznaczył na to stanowisko płk. Romana Polkę[4]

27 lutego
- ustępujący ze stanowiska szefa Sztabu Generalnego gen. Czesław Piątas uroczyście pożegnał Wojsko Polskie przed Grobem Nieznanego Żołnierza.
- Prezydent RP - Zwierzchnik Sił Zbrojnych, Lech Kaczyński awansował gen. dyw. dr. Franciszka Gągora do stopnia generała broni oraz mianował go szefem Sztabu Generalnego Wojska Polskiego.
- w cieśninach bałtyckich rozpoczęła się faza morska wielonarodowych ćwiczeń pod kryptonimem „Playex 2006”. Polską Marynarkę Wojenną reprezentowały okręt podwodny ORP „Sokół” oraz dwa śmigłowce zwalczania okrętów podwodnych Mi-14[4]

27 lutego–3 marca
- w 1 Dęblińskim Pułku Drogowo-Mostowym dowódca Wojsk Lądowych przeprowadził szkolenie instruktażowo-metodyczne poświęcone zwalczaniu klęsk żywiołowych[4]

28 lutego
- w Kielcach-Bukówce odbyło się pożegnanie żołnierzy i pracowników wojska wyjeżdżających w ramach XXV zmiany PKW UNDOF do Syrii. Zmianę wystawiła 16 Pomorska Dywizja Zmechanizowana. Przez pół roku polscy żołnierze, wspólnie z kolegami z Austrii, Kanady, Japonii, Nepalu i Słowacji, nadzorowali linie rozgraniczające strefę między Syrią a Izraelem[4]
- na poligonie drawskim rozpoczęły się ćwiczenia Sił Zbrojnych Wielkiej Brytanii pod kryptonimem „Prairie Eagle”[4]

## Marzec
1 marca
- w Warszawie rozpoczęły się ćwiczenia zarządzania kryzysowego Organizacji Traktatu Północnoatlantyckiego CMX 2006. Celem ćwiczeń było doskonalenie procedur wojskowo–politycznych w sytuacji narastającego zagrożenia terrorystycznego, sprawdzenie zdolności wykorzystania mechanizmów w zakresie reagowania kryzysowego oraz doskonalenie procedur podejmowania decyzji politycznych dotyczących m.in. użycia Sił Odpowiedzi NATO. Polskim koordynatorem ćwiczeń CMX 2006 był minister obrony narodowej Radosław Sikorski[6].

3 marca
- w Polskim Kontyngencie Wojskowym w Libanie odbyła się pierwsza w 2006 roku ceremonia Medal Parada. W uroczystości wzięli udział m.in.: dowódca UMIFIL gen. mjr Alain Pellegrini, przedstawiciele pozostałych kontyngentów wojskowych, armii libańskiej oraz lokalnych władz[6].

8 marca
- minister obrony narodowej Radosław Sikorski powołał Pełnomocnika Ministra Obrony Narodowej ds. Wojskowej Służby Kobiet. Stanowisko to objęła płk Beata Laszczak[6].

9 marca
- na placu ćwiczeń taktycznych w Świętoszowie załoga samobieżnego przeciwlotniczego zestawu artyleryjsko-rakietowego ZSU-23-4MP Biała po raz pierwszy od momentu wprowadzenia go do uzbrojenia wykonała zadania ogniowe nr 1, 2 oraz 4[6]

20–24 marca
- na poligonie Nowa Dęba pododdziały 18 Batalionu Desantowo-Szturmowego realizowały zgrupowanie ogniowe. Celowniczowie broni pokładowej samochodów HMMWV po raz pierwszy wykonywali zaplanowane ćwiczenia przygotowawcze oraz strzelania szkolne z wielkokalibrowego karabinu maszynowego NSW. Pojazdy HMMWV wersji 1043 A2 po raz pierwszy w Polsce użyte były w warunkach zimowych[6]

23 marca
- w Akademii Obrony Narodowej rozpoczęły się ćwiczenia dowódczo-sztabowe pod kryptonimem„Beskidy 06”. Były to pierwsze wspomagane komputerowo ćwiczenia dowódczo-sztabowe, które realizowano na bazie nowo otwartego Centrum Symulacji i Komputerowych Gier Wojennych. Ćwiczeniami kierował dowódca 2 KZ gen. broni Mieczysław Bieniek[6].

27 marca–6 kwietnia
- na Morzu Północnym odbyły się ćwiczenia sił morskich pod kryptonimem „Brillant Mariner 2006”. Polską Marynarkę Wojenną reprezentowały: okręt podwodny „ORP Kondor”, niszczyciel min ORP „Flaming” oraz fregata ORP Generał Kazimierz Pułaski[6].

29 marca
- 1 dywizjon przeciwlotniczy 4 Zielonogórskiego Pułku Przeciwlotniczego z Czerwieńska został wyróżniony tytułem honorowym „Wzorowy Pododdział Wojsk Lądowych”[6]

31 marca
- prezydent Lech Kaczyński awansował biskupa polowego Wojska Polskiego gen. bryg. Tadeusza Stefana Płoskiego na stopień generała dywizji, a dowódcę jednostki GR0M płk. Romana Polko - na stopień generała brygady.
- na stanowisko dowódcy Śląskiego Okręgu Wojskowego wyznaczony został gen. dyw. Fryderyk Czekaj[6]
- w bazie lotniczej Szawle odbyła się uroczystość przekazania obowiązków między polskimi a tureckimi Siłami Powietrznymi pełniącymi misję „Baltic Air Policing” w przestrzeni powietrznej państw bałtyckich[6]
- 32 Ośrodek Dowodzenia i Naprowadzania w Krakowie otrzymał imię generała brygady pilota Stanisława Skalskiego[7]

## Kwiecień
3 kwietnia
- w Centrum Szkolenia na Potrzeby Sił Pokojowych pożegnano IX zmianę Polskiego Kontyngentu Wojskowego Afganistan. Wyjechali żołnierze 2 Mazowieckiej Brygady Saperów, 10 Opolskiej Brygady Logistycznej i Żandarmerii Wojskowej[8].

5 kwietnia
- w Helenowie odbyło się posiedzenie kierownictwa resortu obrony narodowej, poświęcone pracom Zespołu Strategicznego Przeglądu Obronnego. Przedstawiono koncepcję transformacji Sił Zbrojnych na najbliższe 15 lat. Oceniono możliwości Wojska Polskiego w realizacji zadań sojuszniczych[8]

6 kwietnia
- zakończyły się morskie ćwiczenia NATO pod kryptonimem „Brilliant Mariner 2006”. Polską Marynarkę Wojenną reprezentowały: okręt podwodny ORP Kondor, niszczyciel min ORP Flaming i fregata ORP Generał Kazimierz Pułaski. Doskonalono współpracę sztabów i jednostek morskiego komponentu NRF w wypadku wielowątkowego konfliktu asymetrycznego[8]

7 kwietnia
- dowódca Garnizonu Warszawa gen. dyw. Jan Klejszmit przekazał na ręce dowódcy 15 Brygady Wsparcia Dowodzenia płk. mgr. inż. Jana Sobótki Znak Honorowy Sił Zbrojnych Rzeczypospolitej Polskiej[8]

10 kwietnia
- Minister Obrony Narodowej ustanowił święta następujących jednostek:

81 dywizjonu dowodzenia Obrony Powietrznej, 3 Okręgowych Warsztatów Technicznych, Orkiestry Reprezentacyjnej Sił Powietrznych, 76 dywizjonu rakietowego Obrony Powietrznej, 72 dywizjonu rakietowego Obrony Powietrznej, 75 dywizjonu rakietowego Obrony Powietrznej, 77 dywizjonu rakietowego Obrony Powietrznej
- Minister Obrony Narodowej zatwierdził również wprowadzenie odznak następujących jednostek:

81 dywizjonu dowodzenia Obrony Powietrznej, 72 dywizjonu rakietowego Obrony Powietrznej, odznaki absolwenta Szkoły Podoficerskiej Marynarki Wojennej w Ustce, absolwenta Szkoły Podoficerskiej Wojsk Lądowych w Zegrzu, 12 batalionu rozpoznawczego Ułanów Podolskich, Oddziału Zabezpieczenia Centrum Szkolenia Sił Połączonych Organizacji Traktatu Północnoatlantyckiego, 76 dywizjonu rakietowego Obrony Powietrznej, 77 dywizjonu rakietowego Obrony Powietrznej, 75 dywizjonu rakietowego Obrony Powietrznej i Orkiestry Reprezentacyjnej Sit Powietrznych, 3 Okręgowych Warsztatów Technicznych, 73 dywizjonu rakietowego Obrony Powietrznej, 14 dywizjonu rakietowego Obrony Powietrznej
10 kwietnia
- w Bagram dowódca VIII zmiany Polskiego Kontyngentu Wojskowego ppłk Dariusz Tulin przekazał obowiązki nowemu dowódcy PKW ppłk. Bogdanowi Papieskiemu[8]

12 kwietnia
- odbyła się konferencja prasowa sekretarza stanu w MON Aleksandra Szczygły i prezesa Instytutu Pamięci Narodowej Janusza Kurtyki poświęcona przekazaniu odtajnionych akt Układu Warszawskiego i stanu wojennego[8]

13 kwietnia
- decyzją nr 131/MON doroczne święto 32 Ośrodka Dowodzenia i Naprowadzania im. gen. bryg. pil. Stanisława Skalskiego ustalono na 22 kwietnia[8]
- reprezentacja Akademii Marynarki Wojennej zwyciężyła w międzynarodowych zawodach „International Nautical Competltion 2006” w Turcji. Zawody te uznawane są za mistrzostwa świata morskich uczelni wojskowych w wieloboju morskim[8].

19 kwietnia
- płk Jarosław Frączyk został powołany na komendanta Lubuskiego Oddziału Straży Granicznej[9]

24-28 kwietnia
- w Centrum Symulacji Komputerowych Gier Wojennych w AON odbyło się ćwiczenie dowódczo-sztabowe wspomagane komputerowo pod kryptonimem „Rosomak 2006”. Wzięli w nim udział sztab i dowództwo 12 Dywizji Zmechanizowanej oraz dowództwo 12 Brygady Zmechanizowanej[8]

25-27 kwietnia
- zwolniono do rezerwy około 9600 żołnierzy zasadniczej służby wojskowej[8]
- grupa operacyjna polskiej 10 Brygady Kawalerii Pancernej wzięła udział w ćwiczeniu dowódczo-sztabowym niemieckiej 21 BPanc[8]

26 kwietnia
- Minister Obrony Narodowej zatwierdził statut Wojskowych Służb Informacyjnych[10]
- na wędrzyńskim poligonie po raz pierwszy oficjalnie zaprezentowano przedstawicielom mediów taktyczno-bojowe możliwości kołowego transportera opancerzonego Rosomak i zestawu przeciwlotniczego Loara[8]

27 kwietnia
- w Dowództwie Wojsk Lądowych odbyła się konferencja podsumowująca doświadczenia i wnioski z użycia lotnictwa Wojsk Lądowych podczas misji stabilizacyjnej PKW w Iraku[8]

## Maj
3 maja
- w Pałacu Prezydenckim odbyła się ceremonia wręczenia nominacji generalskich. Do stopnia generała został mianowany gen. broni Franciszek Gągor. Do stopnia generała brygady zostali mianowani: kmdr Andrzej Fałkowski, płk Andrzej Stanisław Juszczak, płk Leszek Soczewica, płk Jan Żukowski[11]
- po raz pierwszy w historii Wojska Polskiego kobieta dowodziła pododdziałem honorowym na placu Marszałka Józefa Piłsudskiego w Warszawie. Była to por. Beata Targońska z Mazowieckiego Oddziału Żandarmerii Wojskowej[11]
- minister obrony narodowej Radosław Sikorski otworzył Izbę Pamięci Pułkownika Ryszarda Kuklińskiego[11]

4–8 maja
- pododdziały 3 Brygady Rakietowej Obrony Powietrznej szkoliły się przy lotnisku w Malborku i doskonaliły umiejętności pracy bojowej obsług[11]
- 78 Pułk Rakietowy Obrony Powietrznej przeprowadził ćwiczenie taktyczno-specjalne pod kryptonimem „Jastrząb 2006”. Wydzielonymi siłami pułku wykonano manewr do nowego rejonu działań[11]
- piloci z 8 eskadry lotnictwa taktycznego i 13 eskadry lotnictwa transportowego wzięli udział w ćwiczeniu walki elektronicznej pod kryptonimem „Elite 2006”. Ćwiczenie prowadziło dowództwo Sił Powietrznych Republiki Federalnej Niemiec[11]

5 maja
- oficerowie Ośrodka Analizy Skażeń Sił Powietrznych wzięli udział w ćwiczeniu Systemu Wykrywania Skażeń NATO pod kryptonimem „Brave Beduin 2006”. Ćwiczenie było organizowane przez Siły Zbrojne Królestwa Danii[11]

8 maja
- żołnierze 15 batalionu saperów zbudowali na Nidce trzy mosty. Prace wykonano na prośbę burmistrza miasta i gminy Ruciane-Nida[11]

8-24 maja
- przy lotniskach w Malborku, Powidzu i Świdwinie odbyło się zgrupowanie wybranych sił i środków 3 Brygady Rakietowej Obrony Powietrznej i 78 Pułku Rakietowego Obrony Powietrznej. Celem Ćwiczeń było doskonalenie pracy bojowej żołnierzy, obsługi specjalistycznego sprzętu oraz zgrywania systemu walki w warunkach polowych[11].

8–30 maja
- kompanie 1 batalionu 10 BKPanc szkoliły się w obiektach szkoleniowych OSPWLąd Żagań. Odbyto dwustronne ćwiczenia taktyczne kompanii czołgów ze strzelaniem z wykorzystaniem symulatorów strzelania AGDUS. Kierownikiem ćwiczeń taktycznych był dowódca 1 batalionu czołgów ppłk dypl. Wiesław Knap[11].

12 maja
- pododdziały 17 Wielkopolskiej Brygady Zmechanizowanej im. gen. broni Józefa Dowbora-Muśnickiego przejęły tradycje oraz otrzymały nazwy wyróżniające[11]
- dzień 19 maja stał się dorocznym świętem Zespołu Informatyki POW[11]
- 44 Bazę Lotniczą Gdańskiej Brygady Lotnictwa MW im. kmdr. por. pil. Karola Trzaski-Dursklego w Siemirowicach przejęła dziedzictwo tradycji i na dzień 13 maja ustanowiono jej święto[11]

12–25 maja
- na niemieckim poligonie w Baumholder odbyły się warsztaty interoperacyjności systemów łączności i informatyki pod kryptonimem „Combined Endeavor 2006”. Organizatorem przedsięwzięcia było Europejskie Dowództwo Wojsk Amerykańskich. Wzięły w nich udział 42 państwa NATO i sygnatariusze programu „Partnerstwo dla pokoju”. Wojsko Polskie reprezentowała 15 Sieradzka Brygada Wsparcia Dowodzenia[11].

17–19 maja
- w Gummersbach dowódca niemieckiej 7 Dywizji Pancernej gen. dyw. Wolf Joachim Clauss przeprowadził odprawę. Polską 10 BKPanc reprezentowali dowódca brygady gen. bryg. Paweł Lamla i dowódcy pododdziałów brygady[11]

20 maja
- opuszczono banderę okrętu ORP „Kopernik”

24 maja
- Sejm RP podjął uchwałę o likwidacji Wojskowych Służb Informacyjnych. W ich miejsce powołano Służbę Kontrwywiadu Wojskowego i Służbę Wywiadu Wojskowego[12].

25–28 maja
- do zabezpieczenia pielgrzymki papieża Benedykta XVI użyto 1230 żołnierzy i 114 pojazdów Żandarmerii Wojskowej[11]

29 maja–1 czerwca
- sztab i pododdziały dowodzenia 10 BKPanc wzięły udział w ćwiczeniu dowódczo-sztabowym pod kryptonimem „Bóbr 2006”[11]

29 maja
- 60 dywizjon rakietowy Obrony Powietrznej otrzymał imię gen. dyw. Gustawa Orlicza-Dreszera[13]

30 maja
- prezydent RP Lech Kaczyński wręczył akty nadania tytułu naukowego profesora nauk technicznych profesorowie Wojskowej Akademii Technicznej: Marian Wnuk, Czesław Goss, Jerzy Tokarzewski[11]

30 maja–1 czerwca
- w Eisenhüttenstadt przeprowadzono trójstronne ćwiczenie w zwalczaniu skutków katastrof z udziałem żołnierzy z Niemiec, Polski i Czech, koordynowane przez dowództwo III Okręgu Wojskowego w Erfurcie. Polskę reprezentowali żołnierze Śląskiego Okręgu Wojskowego, funkcjonariusze Straży Pożarnej i Policji, a także personel medyczny i techniczny[11]

31 maja
- dyrektor Muzeum Powstania Warszawskiego Jan Ołdakowski złożył na ręce rektora gen. bryg. prof. Bogusława Smólskiego podziękowania dla studentów Wojskowej Akademii Technicznej za pomoc w stworzeniu repliki samolotu Liberator B-24J[11]

31 maja–5 czerwca
- na terenie Ośrodka Szkolenia Poligonowego Wojsk Lądowych w Bemowie Piskim odbyły się ćwiczenia VII zmiany PKW Irak. W ćwiczeniach wzięło udział około 800 żołnierzy, w tym pluton ze Stanów Zjednoczonych[11]

## Czerwiec
1 czerwca
- na prezesa Wojskowej Agencji Mieszkaniowej wyznaczony został Jacek Kotas

5 czerwca
- zakończyły się ćwiczenia pod kryptonimem „Eufrat VII” - sprawdzian gotowości żołnierzy VII zmiany Wielonarodowej Dywizji Centrum-Południe. Ćwiczeniami kierował gen. broni Mieczysław Bieniek. Doradcą był gen. dyw. Piotr Czerwiński - dowódca V zmiany PKW Irak. Kontyngent liczył 855 żołnierzy, a jego działania miały charakter doradczo-szkoleniowy. Żołnierze pochodzili przede wszystkim z 16 Pomorskiej Dywizji Zmechanizowanej, 25 Brygady Kawalerii Powietrznej i Centralnej Grupy Wsparcia Współpracy Cywilno-Wojskowej z Kielc. Dowództwo MND CS objął gen. dyw. Bronisław Kwiatkowski[14].

7 czerwca
- na Centralnym Poligonie Sił Powietrznych odbyły się rakietowe strzelania pododdziałów 3 pułku przeciwlotniczego i 13 pułku przeciwlotniczego[14]

7–8 czerwca
- szef Wojsk Obrony Przeciwlotniczej gen. bryg. Michał Jackiewicz przeprowadził instruktażowo-metodyczne szkolenie w 61 Brygadzie Rakietowej Obrony Powietrznej. Tematem było przygotowanie pocisków do strzelań i zabezpieczenie rakiet[14]

9 czerwca
- podsekretarz stanu w MON Marek Zająkała wręczył dowódcy 8 eskadry lotnictwa taktycznego sztandar wojskowy[14]

10–11 czerwca
- odbył się XI Międzynarodowy Piknik Lotniczy „Góraszka 2006”. Główną atrakcją był pokaz w wykonaniu austriackiego pilota akrobacyjnego Hannesa Arena. Oprócz akrobacji samolotowych zaprezentował on skok ze spadochronem, tak zwany base-jumping[14].

12 czerwca
- Minister Obrony Narodowej wyznaczył podsekretarza stanu Stanisława Kozieja na stanowisko przewodniczącego Międzyresortowego Zespołu do spraw Opracowania Strategii Bezpieczeństwa Narodowego Rzeczypospolitej Polskiej[15]

13 czerwca
- Oddział Specjalny Żandarmerii Wojskowej w Warszawie otrzymał sztandar[14]
- minister obrony narodowej Aleksander Szczygło odwołał ze stanowiska naczelnego prokuratora wojskowego gen. bryg. Wojciecha Petkowicza, w tym samym dniu pełnienie obowiązków prokuratora minister powierzył płk. Tomaszowi Chrabskiemu
- w Akademii Obrony Narodowej organizowano konferencję na temat „Poznański Czerwiec 56”. Referaty wygłosili m.in.: dr hab. Krzysztof Komorowski: „Konsekwencje powstania poznańskiego 1956 r.”, i ppłk dr hab. Janusz Zuziak: „Ludowe Wojsko Polskie - radzieckie wzorce wychowawcze, indoktrynacja, stosunek do społeczeństwa”[14]

14 czerwca
- Minister Obrony Narodowej zatwierdził:

wprowadzenie oznaki rozpoznawczej 31 dywizjonu rakietowego Obrony Powietrznej w Poznaniu
ustanowił doroczne Święto Oddziału Zabezpieczenia Centrum Szkolenia Sił Połączonych Organizacji Traktatu Północnoatlantyckiego w Bydgoszczy na 17 czerwca
wprowadzenie odznaki pamiątkowej Inspektoratu Ministerstwa Obrony Narodowej do spraw Bezpieczeństwa Lotów
wprowadzenie odznaki pamiątkowej 7 Rejonu Obserwacji i Łączności na Helu
wprowadzenie odznaki pamiątkowej i oznaki rozpoznawczej 21 dywizjonu rakietowego Obrony Powietrznej w Pucku
wprowadzenie odznaki pamiątkowej Wojskowego Ośrodka Badawczo-Wdrożeniowego Służby Żywnościowej w Warszawie
wprowadzenie odznaki pamiątkowej 24 Składnicy Marynarki Wojennej w Darłowie
16 czerwca
- w bazie 162 Skrzydła Myśliwskiego Gwardii Narodowej w Tucsort, w stanie Arizona, zakończyli szkolenie pierwsi polskich pilotów wielozadaniowych samolotów bojowych F-16. Byli to: ppłk Rościsław Stepaniuk, ppłk Dariusz Malinowski i ppłk Zbigniew Zawada[14]
- zakończyła się faza morska manewrów pod kryptonimem „Baltops 2006”. Marynarkę Wojenną RP reprezentował okręt podwodny ORP „Sokół”, korweta ORP „Kaszub” i dwa śmigłowce Mi-14 PŁ[14].
- Minister Obrony Narodowej wydał decyzję nr Z-39/Org./P1 w sprawie sformowania Brygady Wsparcia Dowodzenia Wielonarodowego Korpusu Północ–Wschód z siedzibą dowództwa w Stargardzie. Jednostki brygady są rozlokowane w Szczecinie, Wałczu oraz w niemieckim Prenzlau. Do głównych zadań brygady należy zabezpieczenie działania Dowództwa Wielonarodowego Korpusu Północ–Wschód[23].

23 czerwca
- na terenie duńskiej akademii wojskowej w Kopenhadze, kończący służbę na stanowisku dowódcy Wielonarodowej Brygady Szybkiego Rozwinięcia SHIRBRIG, kanadyjski brigadier-general Sregory B. Mitchell przekazał obowiązki gen. bryg. Franciszkowi Kochanowskiemu[14]

28 czerwca
- minister obrony narodowej Radosław Sikorski podpisał rozporządzenie zmieniające rozporządzenie w sprawie zakazu używania munduru wojskowego lub jego części. Rozszerzono uprawnienia noszenia munduru na młodzież, instruktorów i specjalistów zrzeszonych w stowarzyszeniach lub organizacjach społecznych, które zawarły porozumienie o współpracy z Ministerstwem Obrony Narodowej, oraz młodzież szkolną i akademicką realizującą przedsięwzięcia w ramach przysposobienia obronnego, obozów specjalistycznych, a także podczas uroczystości o charakterze patriotycznym[14].

30 czerwca
- minister obrony narodowej Radosław Sikorski ujawnił w Internecie materiały gromadzone na jego temat przez Wojskowe Służby Informacyjne. Na stronie www.radeksikorski.pl znajduje się oświadczenie Ministra dotyczące materiałów sporządzanych przez WSI w latach 1992–1995 oraz teczka o kryptonimie „Szpak”[14].
- Minister Obrony Narodowej wprowadził:

odznakę pamiątkową Dowództwa Sił Powietrznych
oznakę rozpoznawczą i proporczyk na beret Szkoły Podoficerskiej Wojsk Lądowych we Wrocławiu
odznakę pamiątkową, rozpoznawczą i proporczyk na beret 9 Brygady Kawalerii Pancernej im. Króla Stefana Batorego w Braniewie
nadał 11 batalionowi medycznemu w Żaganiu imię gen. bryg. prof. Mariana Garlickiego
zatwierdził przejęcie przez 22 Bazę Lotniczą w Malborku tradycji 1 Dywizji Lotniczej, 4 Mieszanej Dywizji Lotniczej, 1 Pomorskiej Mieszanej Dywizji Lotniczej, 9 Dywizji Lotnictwa Myśliwskiego, 4 Pomorskiej Dywizji Lotnictwa Myśliwskiego
- delegacja 11 DKPanc wzięła udział w uroczystości rozformowania 7 Dywizji Pancernej Bundeswehry. W jej skład w ramach Korpusu Sił Szybkiego Reagowania wchodziła 10 Brygada Kawalerii Pancernej ze Świętoszowa. 10 BKPanc nadal będzie funkcjonowała w ramach korpusu, ale już w strukturze niemieckiej 1 Dywizji Pancernej[14].

## Lipiec
5 lipca
- Minister Obrony Narodowej wprowadził odznaki pamiątkowe:

16 Pomorskiej Dywizji Zmechanizowanej im. Króla Kazimierza Jagiellończyka w Elblągu
Ośrodka Szkolenia Poligonowego Wojsk Lądowych im. płk. Jana Szypowskiego „Leśnika” w Nowej Dębie
odznakę honorową Zespołu Redakcyjno-Wydawniczego w Warszawie
6 lipca
- wprowadzono „Strategię informowania i promocji obronności resortu obrony narodowej”[31]

8 lipca
- weszła w życie ustawa z 9 czerwca 2006 roku „Przepisy wprowadzające ustawę o Służbie Kontrwywiadu Wojskowego oraz Służbie Wywiadu Wojskowego” oraz ustawa o służbie funkcjonariuszy Służby Kontrwywiadu Wojskowego

12 lipca
- dzięki staraniom Fundacji Dziecięca Fantazja 11-letni Radek Kleibor miał możliwość spędzić jeden dzień w wojsku; chore na zanik mięśni dziecko zwiedziło 1 eskadrę lotnictwa taktycznego oraz Oddział Specjalny Żandarmerii Wojskowej w Mińsku Mazowieckim a także 1 Warszawską Brygadę Pancerną[32].

16 lipca
- stwierdzono zgon szeregowego zawodowego Grzegorza Kamila Soswy, żołnierza Polskiego Kontyngentu Wojskowego stacjonującego w obozie w Tuzli w ramach sił EUFOR. Śmierć żołnierza nastąpiła wskutek strzału samobójczego[32]

16–21 lipca
- w Akademii Obrony Narodowej trwała pierwsza część międzynarodowych ćwiczeń SENSE[d]

18 lipca
- odbyło się przekazanie dowodzenia nad VII zmianą Polskiego Kontyngentu Wojskowego w Diwaniji (Irak) pomiędzy gen. dyw. Edwardem Gruszką a gen. dyw. Bronisławem Kwiatkowskim[32]
- w bazie Al Diwaniyah miała miejsce awaria śmigłowca Mi-24. W wyniku zdarzenia z ziemią obrażenia ciała doznali czterej członkowie załogi oraz trzej znajdujący się na pokładzie dziennikarze[32]
- zgodnie z decyzją ministra obrony narodowej Radosława Sikorskiego na potrzeby akcji ewakuacyjnej obywateli polskich z objętego wojną Libanu udostępniono pięć samolotów wojskowych: trzy samoloty transportowe CASA 295M z 13 eskadry lotnictwa transportowego oraz dwa samoloty pasażerskie Tu-154 z 36 Specjalnego pułku lotnictwa transportowego[32]

20 lipca
- terroryści zaatakowali polski konwój zmierzający do Diwantji. Improwizowany ładunek wybuchowy IED[e]) został odpalony między samochodami konwoju[32]

21 lipca
- terroryści ponownie zaatakowali konwój Wielonarodowej Dywizji Centrum-Południe. W wyniku ataku rannych zostało siedem osób: czterech polskich żołnierzy, dwóch żołnierzy salwadorskich i tłumacz z Polskiego Kontyngentu WojskowegoPododdział sił szybkiego reagowania ujął 10 terrorystów[32]
- na wiceministra Obrony Narodowej premier Jarosław Kaczyński powołał Antoniego Macierewicza, który miał sprawować nadzór nad rozwiązywaniem Wojskowych Służb Informacyjnych oraz pełnić funkcję pełnomocnika tworzącego Agencje Wywiadu i Kontrwywiadu[32]

26 lipca
- podsekretarz stanu w Ministerstwie Obrony Narodowej Stanisław Koziej podał się do dymisji[32]

27 lipca
- Okręt hydrograficzny Marynarki Wojennej ORP „Arctowski” zakończył badania podwodne wraku niemieckiego lotniskowca „Graf Zeppelin” zalegającego na głębokości 87 m na północ od Władysławowa[32]

28 lipca
- Minister Obrony Narodowej utworzył Redakcję Wojskową z siedzibą w Warszawie, zajmującą się wydawaniem czasopism specjalistycznych i biuletynów wewnętrznych[33]

## Sierpień
1 sierpnia
- w dniach 1–28 sierpnia Dowództwo Marynarki Wojennej zorganizowały obozy marynistyczne dla młodzieży ze szkół noszących imiona patronów wywodzących się z Marynarki Wojennej

15 sierpnia
- Prezydent RP - Zwierzchnik Sił Zbrojnych Lech Kaczyński mianował na stopień generała dywizji: gen. bryg. Juliana Maja; na stopień generała brygady mianowani zostali pułkownicy: Adam Sowa, Andrzej Wasilewski, Andrzej Łosiński; na stopień kontradmirała: komandor Stefan Tandecki[34]

31 sierpnia
- 16 Pomorski pułk artylerii w Braniewie otrzymał imię generała dywizji Emila Przedrzymirskiego-Krukowicza[35]

31 sierpnia
- dowódca 32 Ośrodka Dowodzenia i Naprowadzania płk dypl. nawig. Tomasz Gugała przestał dowodzić Ośrodkiem

## Wrzesień
1 września

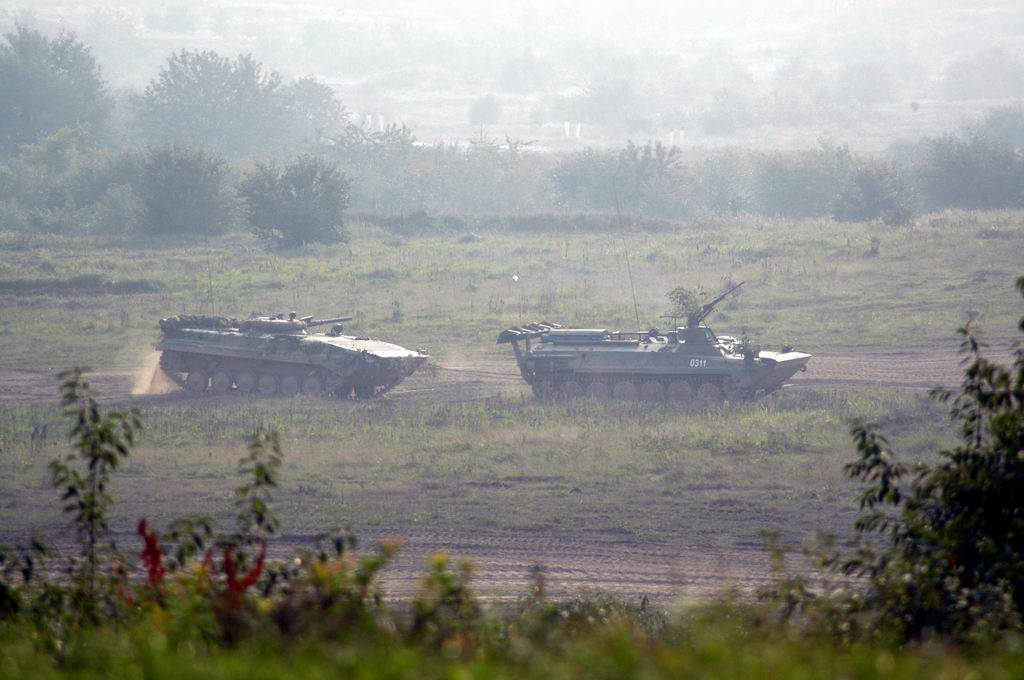
Ćwiczenia pk. Anakonda 2006

- na stanowisko dowódcy 32 Ośrodka Dowodzenia i Naprowadzania wyznaczony został płk dypl. pil. Marian Jeleniewski
- na stanowisko szefa pionu działań bieżących Centrum Operacji Powietrznych wyznaczony został płk dypl. nawig. Tomasz Gugała

7 września
- Minister Obrony Narodowej:

⇒ nadał nazwę wyróżniającą „Ziemi Szczecińskiej” 11 batalionowi ewakuacji sprzętu w Czarnem
⇒ zatwierdził wzór odznaki pamiątkowej i legitymacji 11 batalionu ewakuacji
⇒ zatwierdził wzór odznaki pamiątkowej i legitymacji 112 batalionu remontowego w Giżycku
⇒ zatwierdził wzór odznaki pamiątkowej i legitymacji Oddziału Specjalnego Żandarmerii Wojskowej w Gliwicach
⇒ zatwierdził wzór odznaki pamiątkowej i legitymacji Dowództwa Narodowego Elementu Wsparcia
10 września
- w ośmiodniowych III Wojskowych Mistrzostwach Europy w Żeglarstwie odbywających się w Węgorzewie zwyciężyła reprezentacja Marynarki Wojennej pokonując 22 załogi z 10 krajów (skład załogi: ppor. mar. Wojciech Myśliwiec - sternik, ppor. mar. Michał Czerwiak, mł. chor. sztab. mar. Ireneusz Kamiński)

15 września
- akcja ratownicza z udziałem śmigłowców służb ratowniczych Marynarki Wojennej – uratowano członka załogi Daru Młodzieży, który uległ wypadkowi
- na pokładzie okrętu-muzeum ORP Błyskawica odbyło się pasowanie na ucznia grupy „0” dzieci z Przedszkola Samorządowego nr 44 w Gdyni

21 września
- początek dziewięciodniowych ćwiczeń taktycznych z wojskami pod kryptonimem „Anakonda 2006”, w ćwiczeniu udział wzięły m.in. jednostki wojskowe: Dowództwo Operacyjne Sił Zbrojnych, Centrum Operacji Morskich, Brygada Lotnictwa Marynarki Wojennej, 3 Flotylla Okrętów, 8 Flotylla Obrony Wybrzeża, Dywizjon Zabezpieczenia Hydrograficznego, 1 Morski Pułk Strzelców, 11 Pułk Łączności Marynarki Wojennej, Centrum Operacji Powietrznych, 1 Centrum Koordynacji Operacji Powietrznych, 2 Centrum Koordynacji Operacji Powietrznych
- rozpoczął się IV Światowy Zjazd Marynarzy Polskich

25 września
- ORP „Sęp” wyszedł z Gdyni celem wzięcia udziału w szkoleniu jednostek NATO przygotowywanych do działań w ramach stałych zespołów Sił Odpowiedzi NATO

30 września
- czasowo pełniący obowiązki szefa Wojskowych Służb Informacyjnych płk Jan Żukowski przestał pełnić obowiązki szefa z uwagi na zlikwidowanie WSI

## Październik
3 października
- uroczystość wręczenia nominacji na drugą kadencję dowódcy Marynarki Wojennej dla adm. floty Romana Krzyżelewskiego

5 października
- Komendant Główny Żandarmerii Wojskowej gen. dyw. Bogusław Pacek przekazał dowodzenie gen. bryg. Janowi Żukowskiemu
- gen. dyw. Zbigniew Głowienka przestał dowodzić Pomorskim Okręgiem Wojskowym

6 października
- na stanowisko dowódcy Inspektoratu Wsparcia Sił Zbrojnych wyznaczony został gen. dyw. Zbigniew Głowienka
- pełnienie obowiązków dowódcy Pomorskiego Okręgu Wojskowego powierzone zostaje gen. bryg. Zygmuntowi Dulebie

11 października
- ORP Bielik opuścił macierzysty port w Gdyni celem wzięcia udziału w operacji antyterrorystycznej ACTIVE ENDEAVOUR na Morzu Śródziemnym

12 października
- ukazał się Dziennik Urzędowy Ministra Obrony Narodowej nr 18

16 października
- w obecności Ministra Obrony Narodowej Radosława Sikorskiego oraz Dowódcy Marynarki Wojennej adm. floty Romana Krzyżelewskiego podpisano umowę dotycząca dostarczenia 36 rakiet przeciwokrętowych SAAB RBS 15 Mk3; umowę podpisali: sekretarz stanu MON Marek Zająkała wraz z dyrektorem Departamentu Zaopatrywania Sił Zbrojnych gen. bryg. Romanem Polakiem z prezesem PHZ Bumar Romanem Baczyńskim i prezesem spółki Zakładów Metalowych MESKO Piotrem Mazurkiem

18 października
- początek trzydniowego szkolenia poligonowego orkiestr Marynarki Wojennej w Centrum Szkolenia Marynarki Wojennej w Ustce

20 października
- Minister Obrony Narodowej zatwierdził wzór odznaki pamiątkowej i legitymacji Centrum Informatyki i Łączności Obrony Narodowej[41]

## Listopad
6 listopada

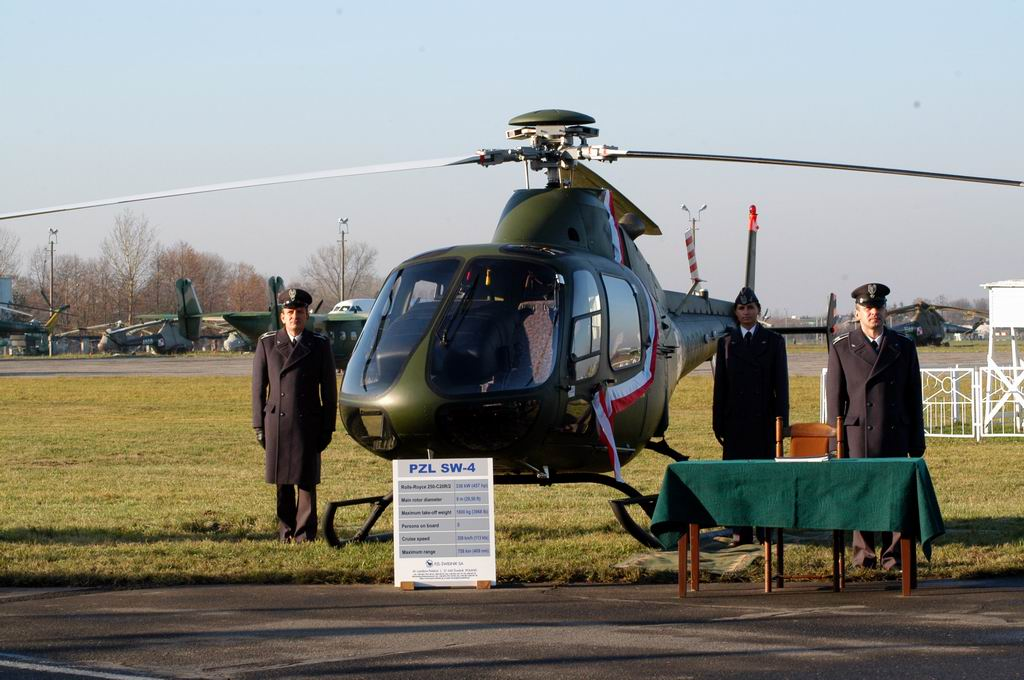
Uroczyste przyjęcie na wyposażenie Sił Powietrznych dwóch pierwszych śmigłowców SW-4

- dowódca Marynarki Wojennej Bułgarii kadm. Minko Kavaldzhiev złożył jednodniową wizytę w Dowództwie Marynarki Wojennej; zwiedził Centrum Operacji Morskich, Akademię Marynarki Wojennej oraz Bazę Morską

8 listopada
- około godziny 15:00 do Polski dotarły dwa pierwsze z 48 zakupionych w Stanach Zjednoczonych samolotów F-16 Fighting Falcon

9 listopada
- odbyło się uroczyste przyjęcie samolotów F-16, Maria Kaczyńska została matką chrzestną samolotu o numerze bocznym 4043, nadając jednocześnie polskim F-16 imię Jastrząb

10 listopada
- w Iraku zginął sierż. Tomasz Murkowski z 13 pułku przeciwlotniczego; ciężko ranny został mł. chor. sztab. Mariusz Korner z 22 Bazy Lotniczej
- Prezydent RP Lech Kaczyński ustanowił Order Krzyża Wojskowego

11 listopada
- Prezydent Rzeczypospolitej Polskiej na wniosek ministra obrony narodowej nadał stopnie generalskie. Mianowani zostali: na stopień generała broni: Józef Buczyński, Zdzisław Goral, Waldemar Skrzypczak; na stopień generała dywizji: Sławomir Dygnatowski, Paweł Lamla; na stopień generała brygady: Andrzej Andrzejewski, Jerzy Biziewski, Andrzej Duks, Kazimierz Gilarski, Krzysztof Kucharski, Włodzimierz Nowak, Marek Tomaszycki.
- nowym szefem sztabu Sił Powietrznych został gen. bryg. pil. Sławomir Dygnatowski

15 listopada
- w Akademii Marynarki Wojennej rozpoczęła się konferencja nt.: Rola nawigacji w zabezpieczeniu działalności ludzkiej na morzu - „Navsup 2006”

16 listopada
- na lotnisku Wyższej Szkoły Oficerskiej Sił Powietrznych w Dęblinie odbyło się uroczyste przyjęcie na wyposażenie Sił Powietrznych dwóch pierwszych śmigłowców SW-4, którym nadano nazwę Puszczyk[42].

## Grudzień
1 grudnia
- Minister Obrony Narodowej zatwierdził wzór odznaki pamiątkowej i legitymacji Wojskowej Komendy Uzupełnień w Chorzowie[43]

15 grudnia
- Minister Obrony Narodowej Radosław Sikorski wydał decyzję nr 521/MON w sprawie obszarów stanowisk służbowych żołnierzy zawodowych; decyzja weszła w życie z dniem podpisania

20 grudnia
- Senat ustalił rok 2007 rokiem gen. broni Władysława Andersa

28 grudnia
- rozformowana została 9 Flotylli Obrony Wybrzeża